# Kórus (zene)
A kórus emberekből álló csoport (együttes), akik több zenei műfajú dalt énekelnek (általában komolyzenét). A kórusnak több fajtája létezik: templomi kórus, gyermekkórus stb. 
A legtöbb kórust a karnagy irányítja, aki mimikával és karjai mozgatásával irányítja a kórust. Egy kórus énekelhet hangszeri társítás nélkül (ennek a cappella a neve) vagy hangszerekkel. Különböző hangszereket használnak (pl. zongora, orgona, hegedű) vagy egy egész nagyzenekarral.
A kórusok több helyszínen lépnek fel, például templomokban, operaházakban, színházakban vagy iskolákban. 

## Története
A kórusban éneklés hagyománya régi időkre nyúlik vissza, ugyanis a csoportban éneklés (akár kánonban, akár együtt) több ország kultúrájának része (például az ókori Görögországé). A legrégebbi "kórusművek" az ókori Görögországból származnak (delphoi himnuszok és Meszomédész himnusza). Az ókori Rómából Publius Terentius Afer egyik darabjából maradt fenn egy kis rész. Thomas J. Mathiesen zenetudós szerint azonban ez a rész nem eredeti.
A legkorábbi zene Nyugat-Európából a gregorián ének, amely a negyedik századtól a hatodik századig tartott, majd napjainkig.

## Külső hivatkozások, irodalom
Adatbázisok
- Choral Public Domain Library
- Musica International – choral repertoire database
- Global Chant Database – Gregorian and plainchant

Professzionális szervezetek
- International Federation for Choral Music
- European Choral Association/Europa Cantat (Europe)
- The Association of Gaelic Choirs (Scotland)
- Association of British Choral Directors(UK)
- National Association of Choirs (UK)
- Chorus America (North America)
- Association of Canadian Choral Communities (Canada)
- American Choral Directors Association (US)
- Brazilian Choral Organization (Brazil)

Források
- ChoralNet
- Gerontius (UK)
- The Boy Choir & Soloist Directory
- Vocal Area Network
- GALA Choruses (GLBT chorus association)
- ChoirPlace (international choir network)
- Singing Europe (Pilot research on Collective singing in Europe)

Média
- Choral Music from Classical MPR, online choral music radio stream
- Sacred Classics Archiválva 2011. július 25-i dátummal a Wayback Machine-ben, weekly choral music radio program

Olvasás
- Page, Anne, B mus. "Of Choristers – ancient and modern, A history of cathedral choir schools". ofchoristers.net

### Magyarul
- Maróti Gyula: Magyar kórusélet a Kárpát-medencében; A Magyar Nyelv és Kultúra Nemzetközi Társasága – Anyanyelvi Konferencia, Budapest, 2005 (Nyelv és lélek könyvek)
- Kardos Pál: Egyszólamúság az énekkari nevelésben. Módszertani útmutató; szerk. Rozgonyi Éva; Kardos Pál Alapítvány, Szeged, 2007
- Kaposi Gergely: Karvezetés, kórusépítés. Gondolatok karvezetőknek, kórustagoknak; Alterra, Budapest, 2008
- Sinkovics Georgette: Kórushangképzés – jóízűen. Szöveges énekgyakorlatok hangképzéshez, beénekléshez; Interkultur Hungária Nonprofit Közhasznú Kft., Budapest, 2011
- Lakner Tamás: A Kodály utáni gyermekkari irodalom Magyarországon; PTE MK, Pécs, 2015
- Bruckner Adrienne: Egy kis technika. Hangképzés kórusban és iskolában; Liszt Ferenc Zeneművészeti Egyetem Kodály Zoltán Zenepedagógiai Intézet, Kecskemét, 2019
- Ordasi Péter: Ablak felfelé. Írások és tanulmányok a kóruszenéről és művelőiről; Kalota Művészeti Alapítvány–Napkút, Budapest, 2020
- Erdős Ákos: Kórushangképzés, kórusmódszertan; ELTE BTK Művészetközvetítő és Zenei Intézet, Budapest, 2023